# Gastón Giménez
Gastón Claudio Giménez (Formosa, 27 de julho de 1991) é um futebolista paraguaio que atua como volante. Atualmente defende o Cerro Porteño.
Nascido na Argentina e descendente de paraguaios, Giménez representou a Seleção Argentina em um amistoso antes de mudar para representar a Seleção Paraguaia.

## Carreira
Em 2 de fevereiro de 2015, Giménez ingressou no Godoy Cruz, clube da Primera División Argentina. Meses depois, em 30 de maio de 2015, ele foi expulso em apenas sua segunda partida pelo clube contra o Unión Santa Fe; a segunda vez em sua carreira que recebeu cartão vermelho em uma partida contra o Unión Santa Fe, a primeira ocorreu em março de 2014, durante o jogo de Almirante Brown. Giménez permaneceu no Godoy Cruz por um total de quatro temporadas, antes de partir em janeiro de 2018 para ingressar no Estudiantes, da Primera División. Vélez Sarsfield comprou Giménez em julho seguinte.
A carreira de Giménez começou em 2011 com Almirante Brown. Sua estréia aconteceu no início da temporada 2011-12 da Primera B Nacional, quando ele jogou os últimos quinze minutos em um empate sem gols no Rosario Central em 1 de outubro de 2011. Em fevereiro de 2012, Giménez marcou o primeiro gol de sua carreira na vitória por 2 a 0 sobre o Defensa y Justicia. Após um gol em dezenove jogos em sua primeira temporada, Giménez fez outras sessenta e nove aparições e marcou mais três gols pelo clube nas duas temporadas seguintes. Em junho de 2014, Giménez assinou com o companheiro da Primera B Nacional, o Atlético de Tucumán. Seguiu-se um gol em quinze partidas, é em fevereiro de 2020, Giménez assinou com o time da MLS, Chicago Fire, por um contrato de dois anos.

## Carreira internacional
Nasceu na Argentina e é descendente de paraguaios. Em novembro de 2018, Giménez foi convocado para a Seleção Argentina por Lionel Scaloni para amistosos com o México. Estreou-se pela seleção no primeiro amigável com o México, a 16 de novembro, sendo substituído por Giovani Lo Celso a dois minutos do fim. Ele foi selecionado na seleção preliminar de Scaloni para a Copa América 2019. Em 20 de julho de 2020, Giménez confirmou as reivindicações do técnico da Seleção Paraguaia, Eduardo Berizzo, e anunciou que havia finalizado o processo de naturalização, tornando-o elegível para jogar pelo Paraguai. Em 28 de setembro de 2020, ele foi convocado para as eliminatórias da Copa do Mundo da FIFA de 2022 contra o Peru e a Venezuela pelo técnico da seleção paraguaia, Eduardo Berizzo. Ele fez sua estreia competitiva com o Paraguai no dia 8 de outubro como titular da partida contra o Peru, o que o tornou empatado pelo Paraguai.